# Monique Prim
Monique Prim (* 3. November 1947) ist eine französische Filmeditorin.

## Leben
Monique Prim war ab 1970 zunächst als Schnittassistentin beim Film tätig. Als solche arbeitete sie mit Editoren wie Dov Hoenig, Denise de Casabianca, Claudine Merlin und Ruggero Mastroianni und sammelte unter anderem bei den von Marco Ferreri inszenierten Filmen Das große Fressen (1973) und Berühre nicht die weiße Frau (1974) Erfahrungen in Sachen Filmschnitt. Ab 1976 kam sie fortan als eigenständige Editorin zum Einsatz. Für den Regisseur Jean-Jacques Beineix, für den sie 1977 bereits den César-nominierten Kurzfilm Le Chien de Monsieur Michel montiert hatte, fertigte sie Anfang der 1980er Jahre zusammen mit der erfahrenen Marie-Josèphe Yoyotte den Schnitt seines Langfilmdebüts Diva (1981), das mit dem César als bestes Erstlingswerk prämiert wurde und zum Kultfilm avancierte. Auch bei seinen Liebesdramen Der Mond in der Gosse (1983, mit Gérard Depardieu, Nastassja Kinski und Victoria Abril) und Betty Blue – 37,2 Grad am Morgen (1986, mit Jean-Hugues Anglade und Béatrice Dalle) war Prim für die Montage zuständig. Für Letzteres, das von einer erotisch aufgeladenen Amour fou handelt, erhielt Prim 1987 eine Nominierung für den César in der Kategorie Bester Schnitt.
Auch bei Filmkomödien wie Solange es Frauen gibt (1987) von Didier Kaminka war Prim für den Schnitt verantwortlich. Ab den 1990er Jahren trat sie nur noch sporadisch als Filmeditorin in Erscheinung. Der Schauspieler Richard Bohringer, der mehrfach in Filmen, an denen Prim mitgewirkt hatte – darunter Diva –, als Darsteller auftrat, betraute sie 1999 mit dem Schnitt einer von ihm inszenierten Folge der französischen Fernsehreihe L’Histoire du samedi. Für den unter seiner Regie entstandenen Fernsehfilm Poil de carotte, ein Kinderdrama aus dem Jahr 2003, in dem Bohringer auch eine der Hauptrollen übernahm, kam dieser ein weiteres Mal auf Prim als Filmeditorin zurück.

## Filmografie (Auswahl)
- 1976: Les Conquistadores
- 1977: Le Chien de Monsieur Michel (Kurzfilm)
- 1977: Qu’est-ce que tu veux Julie?
- 1977: Pauline et l’ordinateur
- 1980: L’Œil du maître
- 1980: Les Nouveaux romantiques
- 1981: Diva
- 1983: Der Mond in der Gosse (La Lune dans le caniveau)
- 1986: Betty Blue – 37,2 Grad am Morgen (37° 2 le matin)
- 1987: Solange es Frauen gibt (Tant qu’il y aura des femmes)
- 1988: La Passerelle
- 1992: Loulou Graffiti
- 1997: Sous les pieds des femmes
- 2000: Passeurs de rêves
- 2003: Poil de carotte (TV-Film)
- 2006: Little Capone

## Auszeichnungen
- 1987: Nominierung für den César in der Kategorie Bester Schnitt für Betty Blue – 37,2 Grad am Morgen